# Ultrazimne atomy

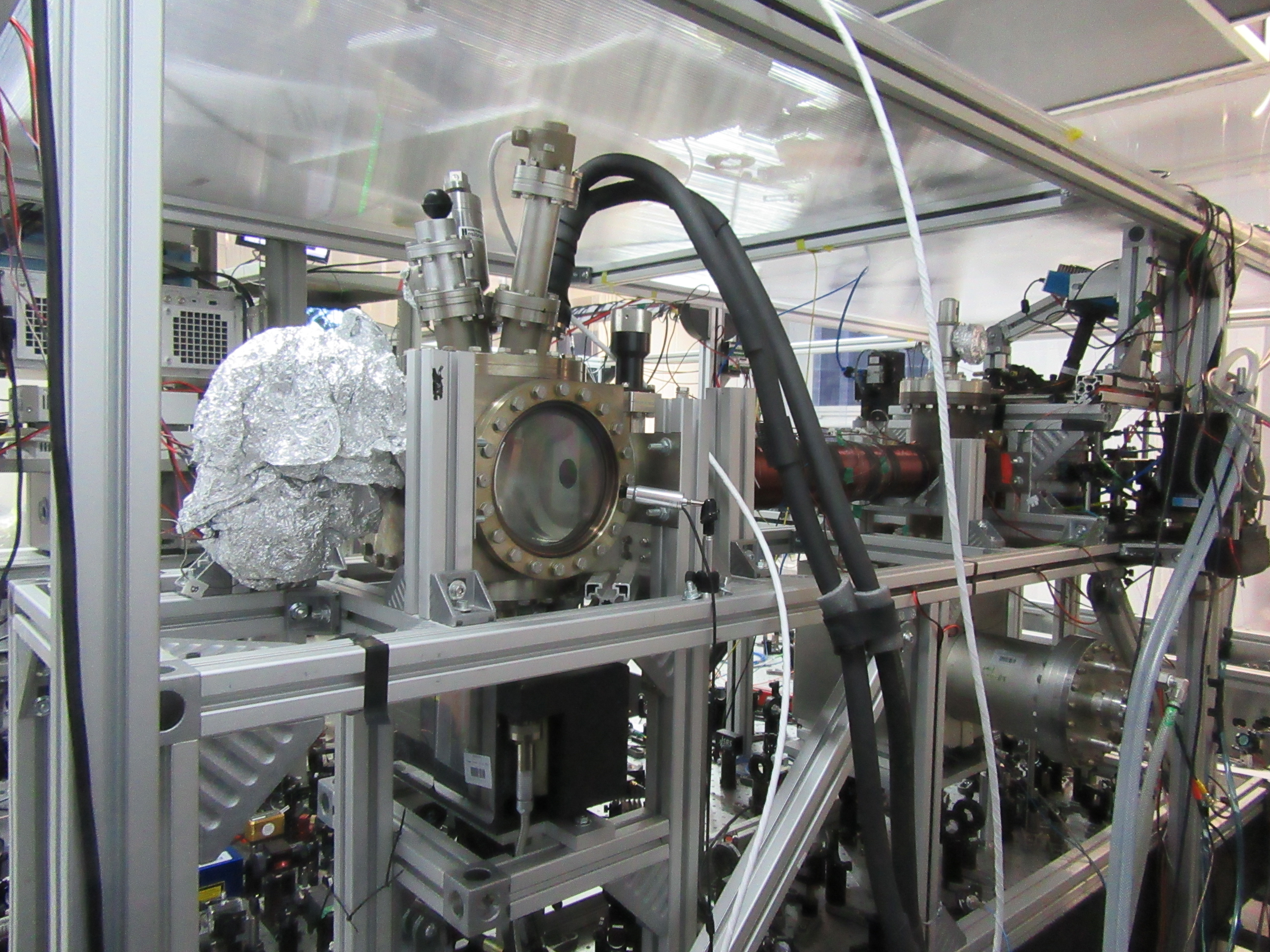
Sprzęt do otrzymywania i badania ultrazimnych atomów w FAMO

Ultrazimne atomy – termin używany do opisania gazu atomów o temperaturach bliskich 0 kelwina (zera bezwzględnego). Za graniczną temperaturę poniżej, której układ nazywamy ultrazimnym przyjmuje się 1 mK, podczas gdy zimnym nazywamy gaz, którego temperatura jest mniejsza niż 1 K. Temperatury otrzymywanych powszechnie w laboratoriach ultrazimnych gazów atomów mieszczą się pomiędzy 1 μK a 1 nK (1 × 10−6 – 1 × 10−9 K), przy czym udało się również otrzymać gazy o temperaturach poniżej 500 pK (500 × 10−12K). W tak niskich temperaturach klasyczny opis gazów zawodzi, ponieważ zjawiska kwantowe zaczynają odgrywać dominującą rolę, a co za tym idzie, do poprawnego opisu badanych układów należy używać mechaniki kwantowej. Kwantowa natura w reżimie ultraniskich temperatur przejawia się m.in. występowaniem kondensacji Bosego-Einsteina w przypadku atomów bozonowych lub zdegenerowanych gazów Fermiego, kiedy atomy są fermionami. Gazy ultrazimnych atomów znalazły też zastosowania w optyce nieliniowej, dokładnych pomiarach kwantowych właściwości pojedynczych atomów, inżynierii stanów kwantowych, precyzyjnej spektroskopii i zegarach atomowych.
Gazy ultrazimnych atomów trzyma się w pułapkach magnetycznych lub magneto-optycznych zaś do ich produkcji stosuje się metody takie jak spowalnianie Zeemana, chłodzenie laserem (w tym chłodzenie Dopplera), chłodzenie przez odparowanie oraz sympatyczne chłodzenie.
Za rozwijanie technik otrzymywania oraz badania nad gazami ultrazimnych atomów przyznano dwie nagrody Nobla: w roku 1997 Steven Chu, Claude Cohen-Tannoudji, William D. Phillips otrzymali nagrodę za rozwój metod chłodzenia i pułapkowania atomów laserem oraz w 2001 Eric Cornell, Wolfgang Ketterle, Carl E. Wieman zostali wyróżnieni za uzyskanie nowego stanu materii, zwanego kondensatem Bosego-Einsteina, oraz za przeprowadzenie doświadczeń nad zbadaniem jego właściwości.
Gaz ultrazimnych atomów, wykorzystując metody fotoasocjacji lub magnetoasocjacji, można przekształcić w gaz ultrazimnych cząsteczek.